# سولتام إم-66

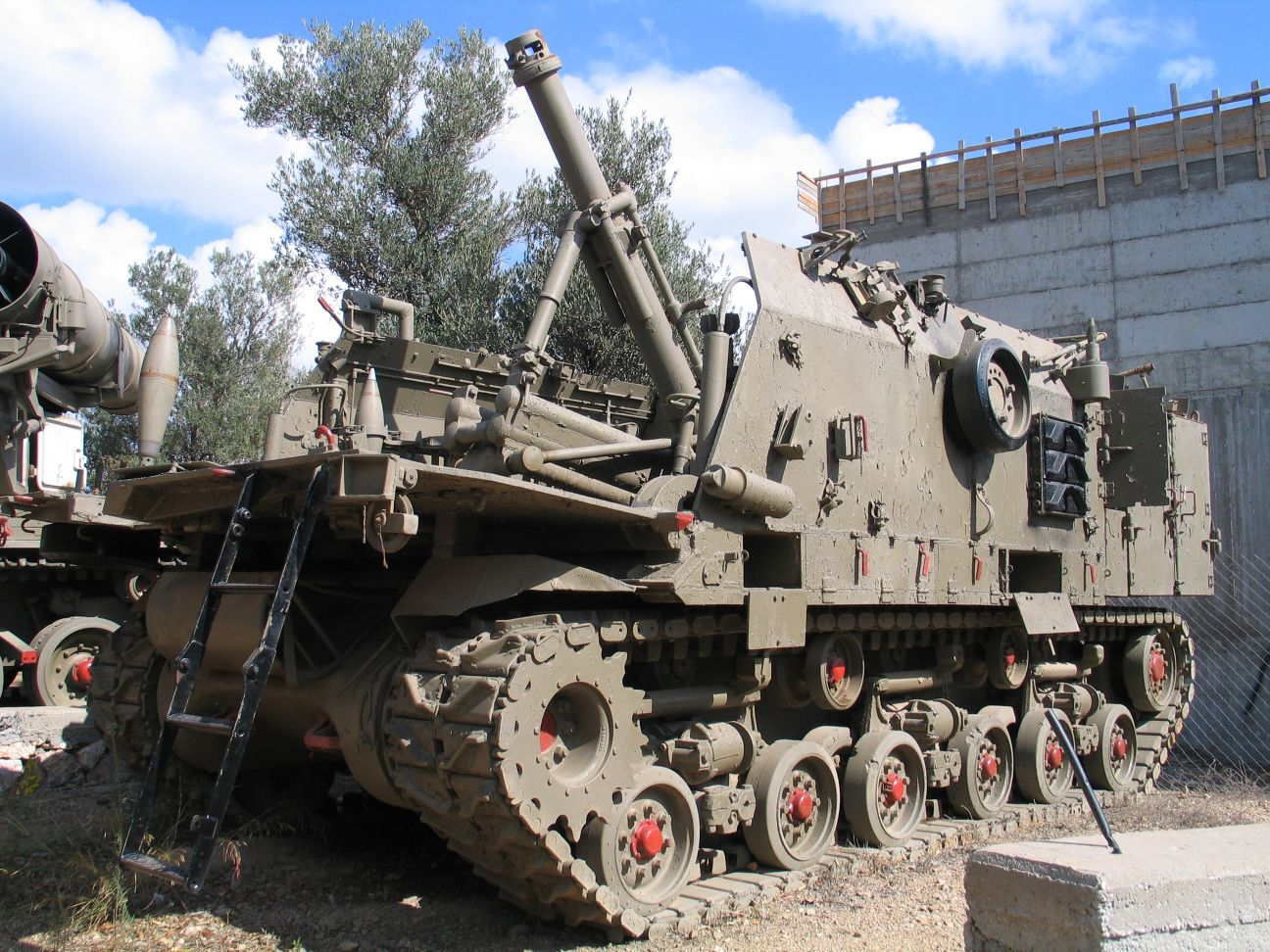
ماكمات 160 ملم في متحف بيت هطوتشان، إسرائيل

إم-66 هو هاون عيار 160 ملم من إنتاج شركة سولتام الإسرائيلية. مبني على تصميم سابق لهاون إم-58 عيار 160 ملم، من إنتاج شركة فاماس الفنلندية. يمكنه إطلاق قنبلة شديدة الانفجار عيار 38 كلجم الانفجار تصل إلى مدى أقصى يبلغ 9600 متر وتتطلب طاقمًا مكونًا من 6 إلى 8 أفراد لتشغيلها.
بالإضافة إلى النسخة المقطوعة، رُكب المدفع إم-66 على هيكل دبابة شيرمان، مع تعديلها بمقصورة مفتوحة من الأعلى مع لوحة أمامية قابلة للطي، مما أدى إلى ظهور عربة ماكمات 160 ملم والتي اعتمدت في عام 1968.

## المشغلون

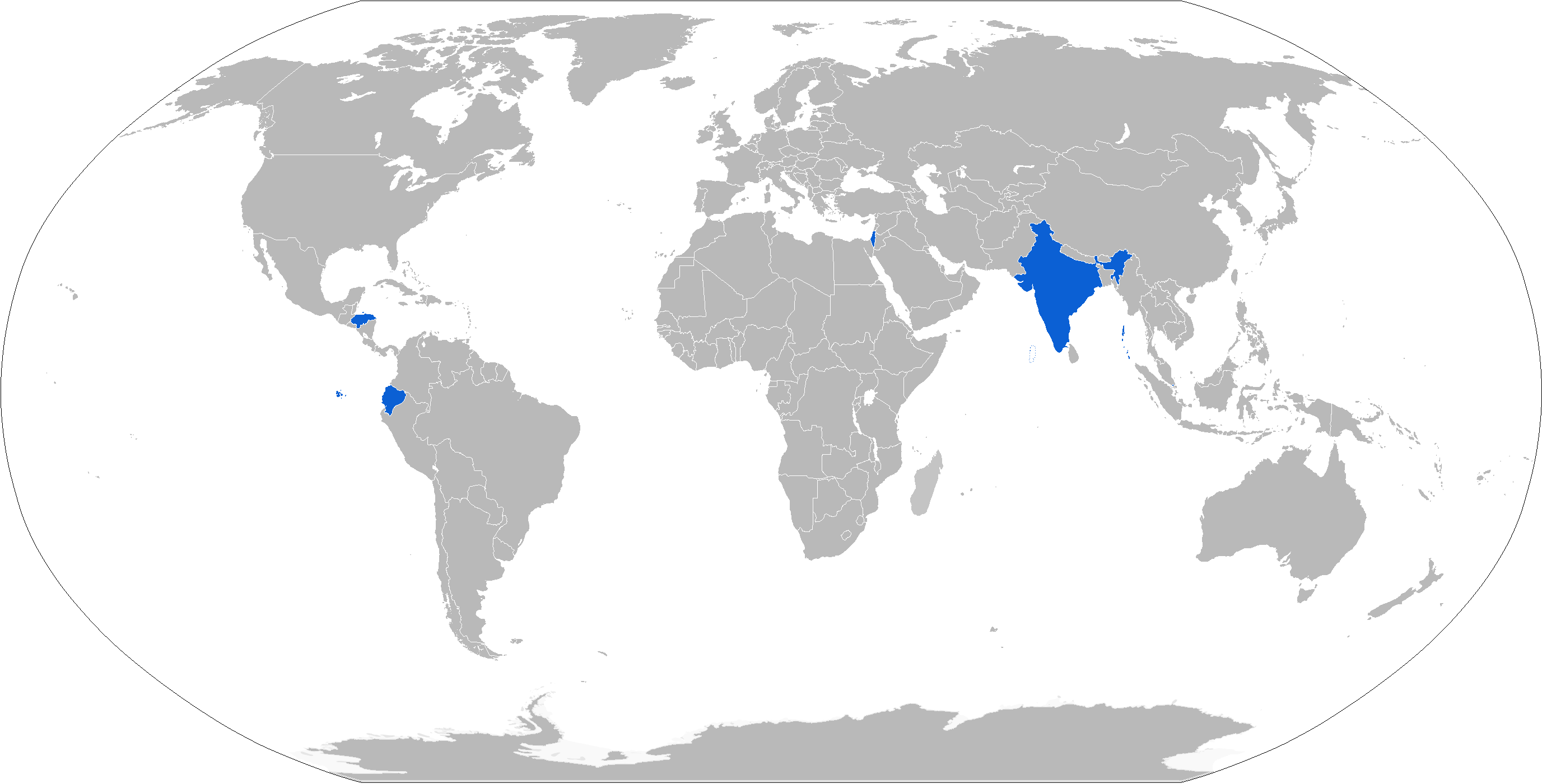
خريطة توضح مشغلي إم-66 باللون الأزرق

### المشغلون الحاليون
- : جيش الإكوادور[1]
- : جيش هندوراس[1]
- : الجيش الهندي[1]
- : الجيش الإسرائيلي (المستخدم الرئيس)

### المشغلون السابقون
- القوات اللبنانية
- جيش لبنان الجنوبي
- جيش سنغافورة